# 锡沃
锡沃（法語：Civaux，法語發音：[sivo]）是法国新阿基坦大区维埃纳省的一个市镇，位于该省中部偏东南，属于蒙莫里永区。锡沃核电站位于其境内。

## 地理
锡沃（46°26'40"N, 0°39'57"E）面积26.39 平方千米，位于法国新阿基坦大区维埃纳省，该省份为法国中西部省份，北起曼恩-卢瓦尔省和安德尔-卢瓦尔省，西接德塞夫勒省，南至夏朗德省，东南接上维埃纳省，东临安德尔省。
与锡沃接壤的市镇（或旧市镇、城区）包括：沙佩勒维维耶、洛迈泽、吕萨克堡、马兹罗勒、瓦尔迪维耶讷、韦里耶尔。
锡沃的时区为UTC+01:00、UTC+02:00（夏令时）。

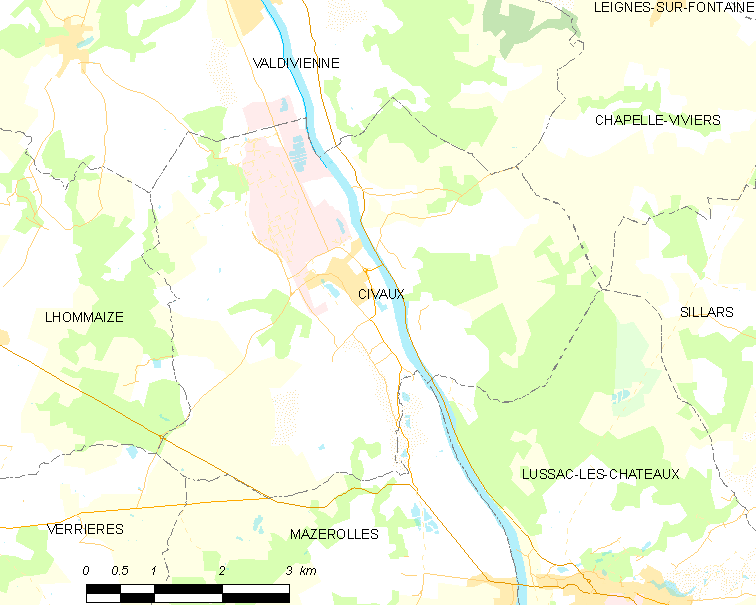
锡沃的OSM定位图

## 行政
锡沃的邮政编码为86320，INSEE市镇编码为86077。

## 政治
锡沃所属的省级选区为吕萨克堡县。

## 人口

1962-2008年间锡沃人口变化图示

锡沃于2022年1月1日时的人口数量为1205人。